# 福田布貴子
福田 布貴子（ふくだ ふきこ、10月14日-）は、元福井テレビジョン放送のアナウンサー。

## 略歴
- 滋賀県大津市出身、福井県育ち。血液型O型。
- 京都女子大学卒業。
- 2000年福井テレビジョン放送入社。同期は桑原達秋
- 2009年には第25回FNSアナウンス大賞で大賞を受賞した。
- 2018年3月、福井テレビを退社。フリーに転向。

## 過去の担当番組
- おかえりなさ〜い（福井新聞ニュース）
- FNN福井テレビスーパーニュース
- FNNスーパーニュースWEEKEND（当時フジテレビ武田祐子の代役、2005年8月27日、28日）
- タイムリーふくい（2014年4月12日 - 2018年3月25日）